# Big Rigs: Over the Road Racing
Big Rigs: Over the Road Racing — компьютерная игра игра в жанре гоночного автосимулятора с видом от третьего лица, разработанная Stellar Stone и выпущенная GameMill Publishing для персональных компьютеров под управлением Windows. Игра была выпущена только в Северной Америке. Big Rigs: Over the Road Racing получила единодушно негативные отзывы от различных игровых изданий, вплоть до причисления к числу «худших компьютерных игр всех времён и народов»: критике подвергались неудобоваримый геймплей, частые баги, примитивная графика и практическое отсутствие многих заявленных разработчиком функций.

## Игровой процесс
Согласно тексту на коробке с игрой, Big Rigs: Over the Road Racing представляет собой гонки на грузовиках (седельных автопоездах), в которых водители-соперники состязаются за право доставить нелегальный груз в точку назначения, избегая машин полиции. Из меню игры можно выбрать один из четырех грузовиков и одну из пяти трасс; если бы игра функционировала корректным образом, игровой процесс представлял бы собой поездку наперегонки с управляемым ИИ соперником. Тем не менее, грузовик соперника в релизной версии игры вообще не двигается с места; позже разработчик выпустил патч для игры — в пропатченной версии соперник медленно едет к финишу. Ни груза, ни машин полиции в игре нет. Всё управление в Big Rigs осуществляется четырьмя клавишами управления курсором на клавиатуре; как-либо настроить управление невозможно. В игре нет никаких препятствий и в принципе отсутствует обнаружение столкновений; управляемая игроком машина может заезжать на скалы под любым наклоном без потери скорости, проезжать сквозь объекты и выезжать за пределы игрового мира. Модели грузовиков и игрового мира очень примитивны; отдельным поводом для насмешек обозревателей стали стоп-сигналы, отделяющиеся от модели грузовика и следующие за ней на некотором расстоянии.
Игрок выигрывает гонку автоматически, добравшись до финиша, после чего появляется грамматически некорректная надпись «YOU’RE WINNER»; в более поздней версии игры она была исправлена на более корректное «YOU WIN». В некоторых случаях из-за бага сообщение о победе можно получить в самом начале гонки, даже не стронувшись с места: после того, как «победа» достигнута на одной из трасс, игрок получает то же сообщение, просто выбрав любую другую трассу из меню. При этом в релизной версии игры были доступны лишь четыре трассы, а выбор пятой из меню заканчивался немедленным вылетом из игры — по сатирическому отзыву Михаила Калинченкова с AG.ru, эта трасса «проложена по рабочему столу Windows». При движении задом наперёд можно разогнаться до любой скорости — это позволяет «пройти» игру в кратчайшие сроки; в 2015 году Алекс Наварро, автор рецензии на GameSpot, в рамках мероприятия Games Done Quick прошел игру за 3 минуты 21 секунду. Какое-либо звуковое или музыкальное сопровождение в релизной версии игры отсутствовало; в более поздней версии был добавлен звук двигателя.

## Разработка и выход игры
Big Rigs: Over the Road Racing была разработана калифорнийской компанией Stellar Stone. Big Rigs использует проприетарный игровой движок Eternity, созданный Сергеем Титовым.

## Реакция критиков
| Сводный рейтинг       | Сводный рейтинг |
| Агрегатор             | Оценка          |
| --------------------- | --------------- |
| GameRankings          | 3,83 %          |
| Game Ratio            | 15 %            |
| Metacritic            | 8/100           |
| MobyRank              | 7/100           |
| Иноязычные издания    |                 |
| Издание               | Оценка          |
| AllGame               | [ 10 ]          |
| GameSpot              | 1/10            |
| X-Play                | 0/5             |
| Русскоязычные издания |                 |
| Издание               | Оценка          |
| Absolute Games        | 1 %             |

На сайте-агрегаторе Metacritic Big Rigs имеет среднюю оценку 8/100. В обзоре Алекса Наварро для GameSpot было заявлено, что Big Rigs: Over the Road Racing настолько плоха, что она «ухитряется преодолеть практически все границы, установленные самыми худшими из худших игр», настолько, насколько это вообще умопостигаемо; что при всем старании игрок не может играть в Big Rigs так, как это, по всей видимости, задумывал разработчик, а если бы это и было возможно, вряд ли этого кто-либо захотел. Big Rigs на протяжении многих лет была самой низко оцененной игрой на сайте GameSpot с оценкой «1.0 (Abysmal)» и единственной из всех отрецензированных игр имела такую оценку; только в 2013 году такая же оценка была выставлена игре Ride to Hell: Retribution. Обозреватель AG.ru Михаил Калинченков насмешливо назвал опыт игры в Big Rigs «бесценным», заявил, что она еще хуже, чем «Бумер: Сорванные башни», и, комментируя выход патча для игры, отметил «мы окончательно убедились: это не кошмарный сон и не альфа-версия». По замечанию Хантера Скипуорта из The Daily Telegraph, Big Rigs представляет собой один сплошной баг, и веселее не пытаться пройти ее, а зажать какую-нибудь одну кнопку и смотреть, как игра разваливается сама собой. В телепрограмме X-Play: Get Into Videogaming Mania, выходящей на посвященном компьютерным играм американском канале G4, игра была показана в рубрике «Игры, которые не стоит покупать» без оценки, «поскольку на нашей шкале оценок нет нуля», и охарактеризована как «без сомнения, худшая компьютерная игра, которая когда-либо была выпущена на свет». В обзоре The Angry Video Game Nerd было заявлено, что, хотя эта игра и не вызывает таких отрицательных эмоций, как Dr. Jekyll and Mr. Hyde — «худшая игра на свете» по версии The Angry Video Game Nerd, Big Rigs — худшая в истории игра «с точки зрения функциональности».
В 2014 году Алекс Карлсон, обозреватель сайта Hardcore Gamer 101, посвятил статью сравнению Big Rigs и другой, также крайне негативно оцененной игры Ride to Hell: Retribution (2013), также именовавшейся в прессе «худшей компьютерной игрой в истории», и заявил, что если Ride to Hell: Retribution еще можно назвать плохой, но все-таки игрой, то Big Rigs вообще не вправе так называться — «это не игра. Это какой-то сломанный механизм, который будет навсегда увековечен в головах игроков как один из самых безнадежно испорченных образцов технологии, когда-либо выходивших в формате игры». Стивен Стром с сайта Ars Technica охарактеризовал игру как «провал творческих способностей» ее создателей, уподобил ее «поэзии, пропущенной через Google Переводчик» и провел следующее сравнение: если даже в самой плохой игре можно найти, как развлечь себя, подобно ребенку, играющему с пустой картонной коробкой, Big Rigs больше напоминает плоский лист картона, с которым ничего нельзя сделать.
Игра была помещена в подборку «30 худших игр в истории» от The Guardian, где названа «легендарной». Она заняла первое место в списке 100 худших игр всех времен и народов, составленном GamesRadar.